# 紐約及新澤西戰役
紐約及新澤西戰役（英語：New York and New Jersey campaign），是指美國獨立戰爭於1776年7月至1777年3月期間，美國與英國在紐約州及新澤西州的多場戰鬥。
1776年3月波士頓戰役結束後，獨立戰爭的重心逐漸轉移到紐約市。喬治·華盛頓開始在紐約佈防，而北美英軍總司令威廉·何奧也準備從海路進攻紐約。1776年7月初，何奧派大軍登陸斯塔滕島，並在8月底的長島會戰擊敗大陸軍。9月何奧謹慎地向紐約州推進，先後登陸曼哈頓島及布朗克斯，再在白原戰役擊敗華盛頓，終於在11月包圍了曼哈頓島的大陸軍，並在11月16日的華盛頓堡攻城戰俘虜了接近3,000名美國士兵。大陸軍主力雖然屢屢避過英軍包圍，但只能在哈林高地戰役及布朗克斯獲得小勝，自此更被逐出曼哈頓島一帶，直到美國獨立戰爭結束為止。
華盛頓堡攻城戰結束後，新澤西州戰事隨即展開。華盛頓率領敗軍穿越新澤西州，終於在1776年12月初橫過特拉華河，進入賓夕法尼亞州。美國革命因接連戰敗、士兵服役期滿及士氣低落等因素，而陷入生死存亡的危機。不過，戰爭的局勢卻在12月中旬開始逆轉。何奧一直未有積極追擊華盛頓，並且在特拉華河岸宣佈停止追擊，下令士兵過冬。這些士兵分散於各個哨站，不少人更到處搶掠強姦，引發平民組成民兵反抗，是為新澤西州起義。這些民兵在短時間內令到英軍哨站疲於奔命，令華盛頓有機可乘。
1776年12月26日，華盛頓率領部隊在惡劣天氣下夜渡特拉華河，成功突襲特倫頓的黑森駐軍，並俘虜了接近900名黑森士兵。大陸軍在這場戰役的大勝，迫使英軍恢復軍事行動，嘗試殲滅華盛頓的部隊。然而華盛頓先在1777年1月2日的阿孫平克溪戰役守住英軍攻勢，再於翌日早上突襲英軍在普林斯頓的後方基地，並取得勝利。在短短一個多星期，華盛頓迫使何奧放棄新澤西州多個哨站，更反將英軍包圍於不倫瑞克市一帶，令到英軍陷入被動。美國革命也大受鼓舞而起死回生。1月到3月，新澤西州民兵不斷攻擊英軍的搜集糧草部隊，引發糧草戰爭。這一系列的攻擊令到英軍損耗加劇，而且士氣大挫。
紐約及新澤西戰役是美國獨立戰爭其一重要轉捩點。何奧的戰略目標是以武力鎮壓北美殖民地的叛亂，打擊革命派的信心，從而恢復英國殖民管治。這個目標在紐約州戰役中取得成功，更一度將美國革命迫入絕境。但英軍在新澤西州卻激起更多反抗，又在戰爭接連落敗，令到何奧的戰略計劃在短時間內完全失效，而革命派的信心則更為堅定。1777年夏季，何奧將目標轉為美國首都，發動了費城戰役；身處加拿大的約翰·伯戈因則以切割新英格蘭地區為目標，發動薩拉托加戰役。

## 背景及紐約開戰：1776年3月至8月
1776年3月17日，英軍由波士頓撤退到哈利法克斯，等待英國及黑森僱傭兵援軍。在英軍有新一輪行動前，美國獨立戰爭的重心已逐漸轉移到紐約州。紐約州位於北美十三州東北，被哈德遜河南北貫穿。哈德遜河的東面有康涅狄格州、羅德島州、麻薩諸塞州及新罕布夏州四個新英格蘭州分，北面是尚普蘭湖及英屬魁北克省，而紐約市則在南面出海口的東岸。
由於新英格蘭四州是美國革命的重鎮，倘若英軍能夠控制紐約州及哈德遜河，則可斷絕新英格蘭與南部州分的聯繫，從而消滅叛亂。此外，紐約州的效忠派及革命派居民勢力不相伯仲，成為英國與革命雙方致力羅致的對象。故此，北美英軍總司令威廉·何奧早在邦克山戰役後，已經部署攻打紐約州；而喬治·華盛頓也在3月開始派人到紐約市佈防，等待英軍攻擊。大陸議會為防英軍從魁北克省南下，更在5月發動軍隊遠征加拿大。
經過長時間的準備，何奧終於在1776年6月開始行動。何奧的兄長理查德·何奧率領英國皇家海軍艦隊，在6月29日抵達下紐約灣。何奧在7月2日派軍登陸並佔領斯塔滕島，而大陸議會則在同日簽署美國獨立宣言，並在7月4日對外公佈，美國正式立國。
在1776年7月初，華盛頓已經在長島的布魯克林高地佈防，又在哈德遜河沿岸及曼哈頓島建造堡壘。布魯克林高地可以協助紐約市區防守，而哈德遜河的堡壘則可阻止英國軍艦溯河北上，以免河道被英軍控制。不過，英軍在紐約市仍然擁有海軍及情報優勢，佔有戰術主動。當華盛頓拒絕與何奧談判時，何奧便決意發動進攻。8月22日，何奧派軍登陸長島南部，並在27日從兩路包抄大陸軍，是為長島會戰。這場會戰是獨立戰爭規模最大的一場戰爭，何奧一共投入了超過20,000名可作戰士兵，而華盛頓在長島亦有約10,000名軍兵作戰。何奧在會戰為英軍取得勝利，但華盛頓卻在晚上成功撤走全部士兵，未至於即時滅亡。

## 曼哈頓島爭奪戰：1776年9月至11月
長島會戰後，華盛頓的大陸軍退回曼哈頓島。由於曼哈頓島三面環水，大陸軍有被英軍包圍之虞。不過，華盛頓及大陸軍軍官都無意棄守而去，何奧將軍也沒有即時發動進攻。當時何奧兄弟既是軍事將領，亦是英國國會任命的和平特使，可以向殖民地頒發有限的特赦令。故此，理查德·何奧在長島會戰後，決定與殖民地領袖進行談判，雙方在9月11日舉行斯塔滕島和議。由於雙方分歧過大，和議沒有取得任何成果。
9月15日，何奧將軍開始包圍曼哈頓島的軍事計劃。他在當日發動基普灣登陸戰，在曼哈頓島東南側登陸。雖然何奧於同日和平佔據紐約市，但駐守紐約的大陸軍兵再次避過攔截，而安全向哈林區撤退。雖然大陸軍在翌日的哈林高地戰役成功擊退英國的一支追兵，但何奧當時已經無意繼續行動。他起初忙於協助效忠派居民佔領紐約市的軍事設施；後來紐約在9月21日發生大火，幾乎燒毀整個市區，何奧又要協助居民及士兵安頓，一直無暇進攻。
要到10月初，何奧才再次行動。他一方面派軍艦闖入哈德遜河，穿越大陸軍的堡壘防線，並向華盛頓的曼哈頓軍隊施加壓力；另一方面又派軍隊穿過東河，在長島海灣的布朗克斯區登陸，打算從東面向西行軍，將曼哈頓島由陸路及海路四面包圍。不過，何奧及華盛頓卻各自犯下錯誤。何奧因地圖失誤，而要臨時改變登陸地點，使到華盛頓及時率領部分軍隊離開，到北面的白原市高地防守；何奧也在10月18日登陸沛爾岬後被民兵狙擊拖延，令到大陸軍有充足時間行軍。至於華盛頓則仍相信曼哈頓島可以防守，而沒有撤走所有駐軍，令到該等士兵無法脫離險境。
10月28日，英軍在白原戰役取勝，迫使華盛頓放棄白原，退守北面的哈德遜河高地。這使到大陸軍再也無法直接支援曼哈頓島。何奧在11月5日掉頭南下，終於將曼哈頓島的3,000名大陸軍兵包圍，並在11月18日的華盛頓堡攻城戰迫使全堡軍兵投降。紐約戰役就此告終。這是大陸軍在紐約損傷最嚴重的一場戰鬥，而紐約市附近的地方也恢復英國殖民管治，直到獨立戰爭結束為止。
不過，何奧切割新英格蘭的計劃卻要暫時擱置。1776年5月，大陸軍在魁北克戰役落敗，輾轉被逐回尚普蘭湖區域。10月11日，蓋伊·卡爾頓爵士在瓦庫爾島戰役擊破大陸軍艦隊，一度迫近提康德羅加堡。然而卡爾頓不願意在寒冬作戰，決定撤回魁北克過冬，未有沿哈德遜河南下。

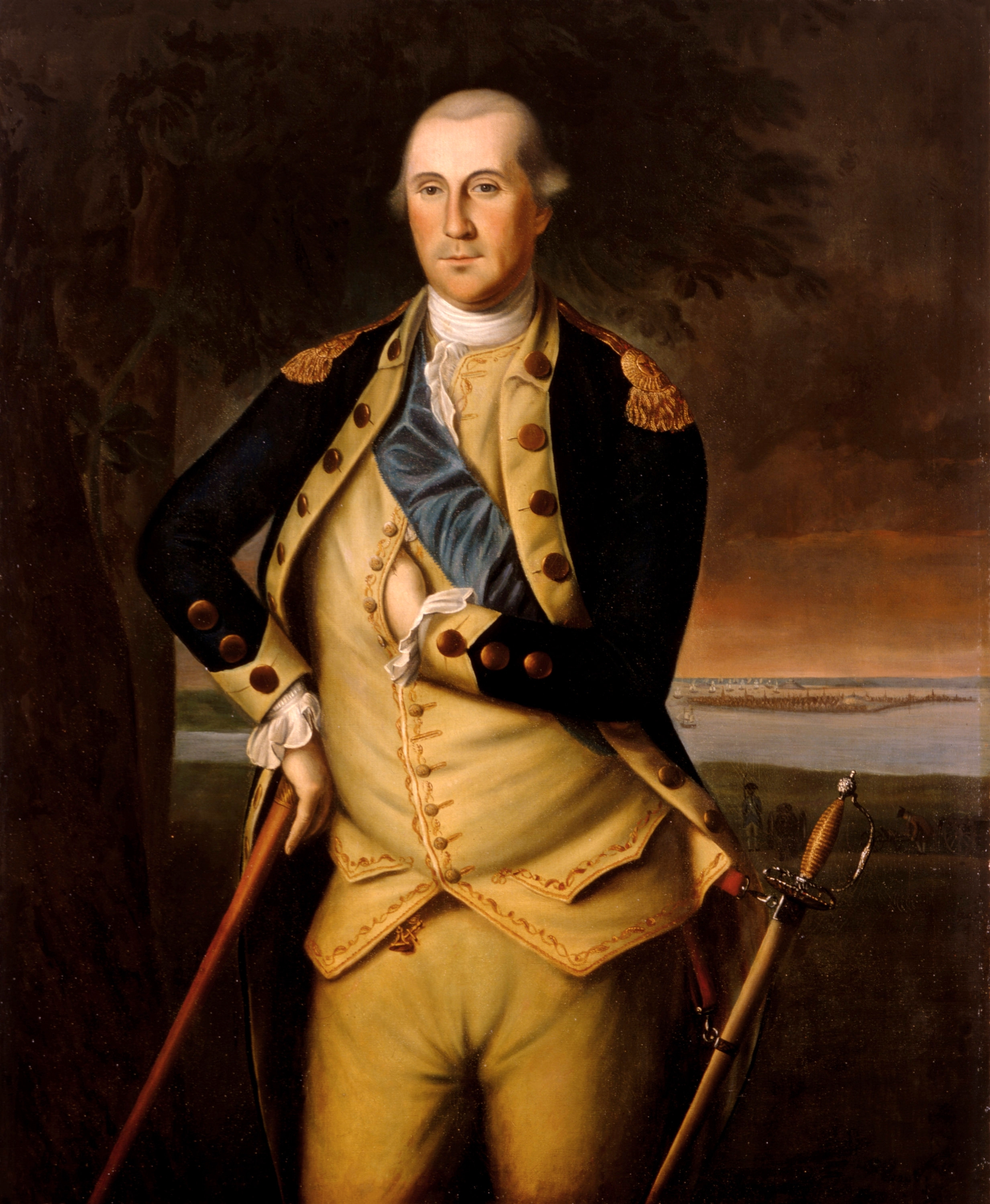
大陸軍總司令喬治·華盛頓畫像。華盛頓在紐約州的戰鬥犯上多次失誤，令他受到部分將領質疑。查理斯·李（英语：Charles Lee (general)）在12月更拒絕遵從華盛頓的命令，刻意延遲到新澤西增援。不過，華盛頓在新澤西州戰役表現出眾，不但在軍中重新樹立權威，就連英國的將領及輿論也大加讚賞。
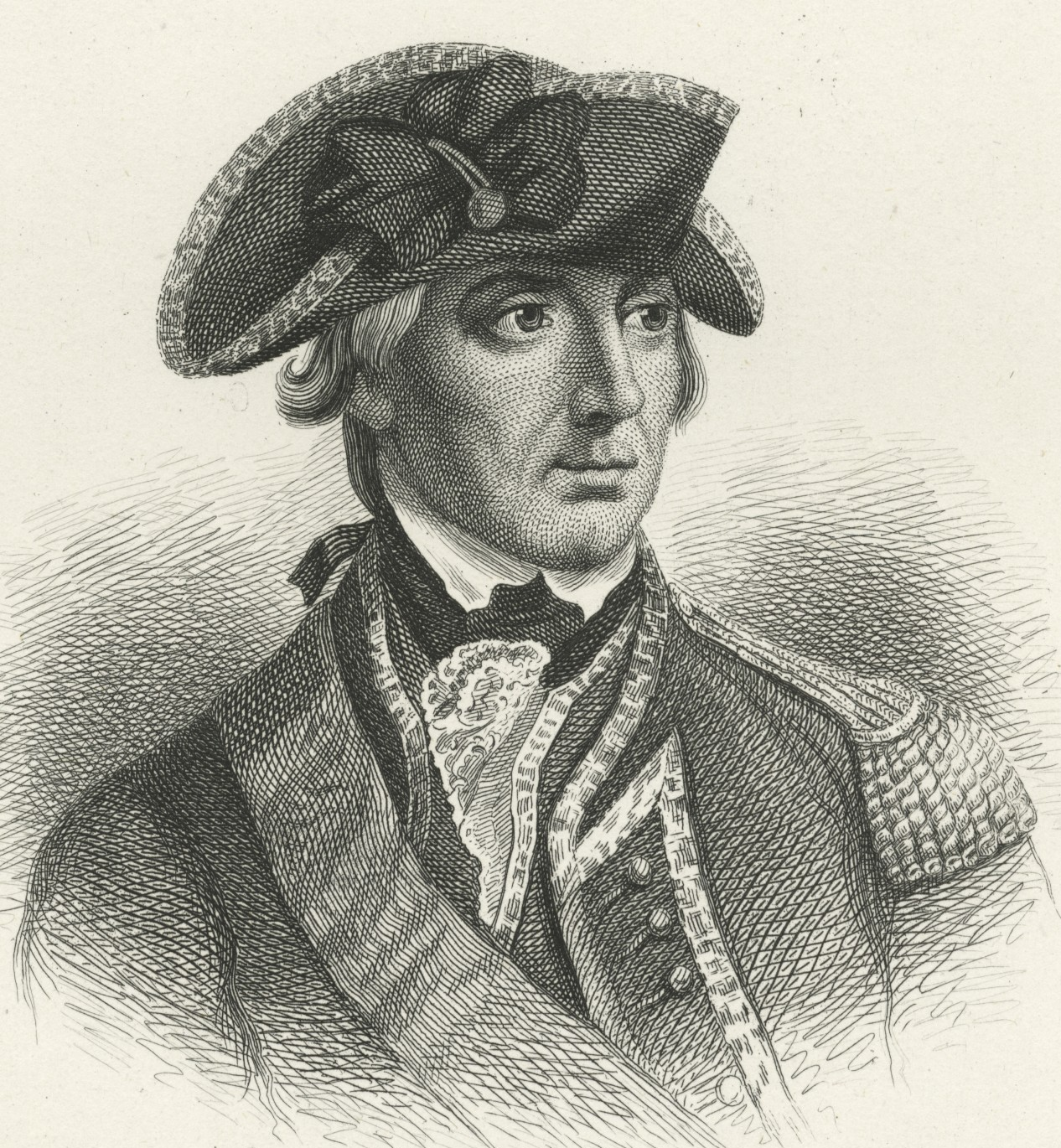
北美英軍總司令威廉·何奧畫像。何奧在獨立戰爭爆發前聲望甚隆，但他在紐約及新澤西戰役卻過於謹慎，使華盛頓的部隊一再逃脫，令他飽受批抨。亨利·克林頓及珀西伯爵是其中兩名批評何奧的高級軍官，後者更在1777年初辭職返國，拒絕與何奧繼續合作。
長島會戰的軍隊動向圖。這是美國獨立戰爭中規模最大的一場戰鬥。

## 戰火波及新澤西州與革命形勢逆轉：1776年11月底至12月
華盛頓堡攻城戰後，華盛頓率領敗兵橫過新澤西州，向賓夕法尼亞州撤退，終於在12月2日至7日橫渡特拉華河。當時英軍將領普遍相信北美叛亂即將告終，故此何奧只派查爾斯·康沃利斯負責追擊華盛頓，而亨利·克林頓則分兵佔領羅德島州的紐波特。康沃利斯的追兵未有積極追擊，最終在12月8日佔領特拉華河畔的特倫頓。此時新澤西大部分土地已經恢復英國殖民管治。
正如英軍將領所料，革命一方陷入了嚴重危機。紐約州的戰敗令到民兵士氣低落，軍隊又欠缺衣物、鞋隻及食物，卻要在寒冬及惡劣天氣下行軍。適逢大陸軍士兵在12月起陸續服役期滿，大量士兵開始離去，令到華盛頓的部隊不斷縮減。另外，英軍在新澤西州節節勝利，使革命出現信心危機。大陸軍在各地的募兵活動遭到冷待、部分支持革命的家族開始轉趨觀望、恐慌情緒一直向各州蔓延、華盛頓的領導才能也受到質疑。華盛頓私下也透露出一絲悲觀。他在12月17日一封家書寫道：
|          | 現在我們的生死存亡，完全仰賴軍隊能否迅速招募新血。若然不能，我想我們快要輸掉這場戰爭了。我們期望不滿英國的新澤西居民會抱持信心及堅毅不屈，但他們非但沒有反抗，還投靠到何奧將軍手下接受保護。 Our only dependence now is upon the speedy enlistment of a new army. If this fails, I think the game will be pretty well up, as, from disaffection and want of spirit and fortitude, the inhabitants, instead of resistance, are offering sub-mission and taking protection from Gen. Howe in Jersey. |
| ——華盛頓 | |

不過，英軍很快在新澤西州遇上障礙。何奧相信叛亂即將告終，在12月13日下令士兵過冬，停止向大陸軍攻擊。這些士兵分散到新澤西州各個哨站，協助效忠派居民恢復英國管治，並接受所有居民向英國重新宣誓效忠。但是，英軍因為補給線過長，使到糧食物資極為短缺。無奈之下，何奧只好派士兵到郊區向居民徵集物資。然而徵集物資很快便演變為搶掠與強姦，就連效忠派居民也不能倖免。結果新澤西州平民開始組成民兵，自發攻擊英軍哨站與部隊，是為新澤西州起義。
正當英軍因新澤西州起義而疲於奔命，美國革命卻開始出現復甦。首先，華盛頓先後獲得約翰·沙利文及霍雷肖·蓋茨的增援，而新澤西州的起義民兵也樂於配合大陸軍作戰。第二，華盛頓在危機中獲得大陸議會信任，向其下放更多權力之餘，也嘗試為他籌措更多補給。第三，湯瑪斯·潘恩撰寫的《美國人的危機》，在12月19日開始出版，令到革命派士氣大振。這些事件，令到華盛頓足以發動反攻。
12月26日，華盛頓在惡劣天氣下率軍橫渡特拉華河，成功突襲特倫頓的黑森駐軍，是為特倫頓戰役。華盛頓的部隊只有少量人命損失，卻俘虜了接近900名黑森士兵，還迫使南新澤西的英軍及黑森士兵放棄哨站，逃到北面的普林斯頓。戰役的消息傳開後，北美各地的革命派恢復活躍，而何奧也被迫恢復軍事行動。
1776年12月27日，康沃利斯由紐約率軍急行南下，討伐華盛頓的部隊。當時華盛頓再次橫渡特拉華河，得悉英軍即將抵達，決定在特倫頓東南面隔河守住英軍攻勢。1777年1月2日，阿孫平克溪戰役因而爆發。英軍在普林斯頓向南行軍之時，接連遭到民兵及大陸軍滋擾，喪失了寶貴的白晝時間。後來康沃利斯決定等待日出再戰，使華盛頓再次有機可乘。他在當晚率領所有部隊離開，繞行一條小路，最後在1月3日早上突襲防禦薄弱的普林斯頓。大陸軍不但取得最終勝利，還威脅英軍在不倫瑞克市的大本營。結果康沃利斯放棄了南方大量據點，趕回不倫瑞克防守。

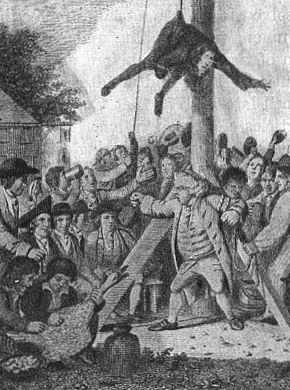
革命派暴民正虐待效忠派居民。在美國獨立戰爭期間，革命派與效忠派的居民經常互相攻擊。由於革命派早在1775年已經在十三州成立自治政府，效忠派居民往往成為眾矢之的。故此，當英軍在1776年12月佔領新澤西州、並恢復殖民管治之時，效忠派便向革命派居民大肆報復，亦是新澤西州起義的其一遠因。
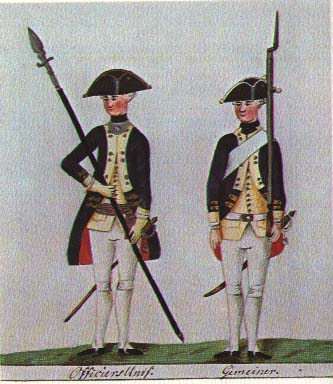
黑森軍兵畫像。黑森僱傭兵一向以善戰聞名，但他們卻在1776年的新澤西戰場立下惡名。由於英軍物資短缺，何奧准許軍隊到郊區徵集物資，但大量黑森士兵及英國士兵卻乘機搶掠強姦，不但令到英軍喪失民心，更促成了新澤西州起義。
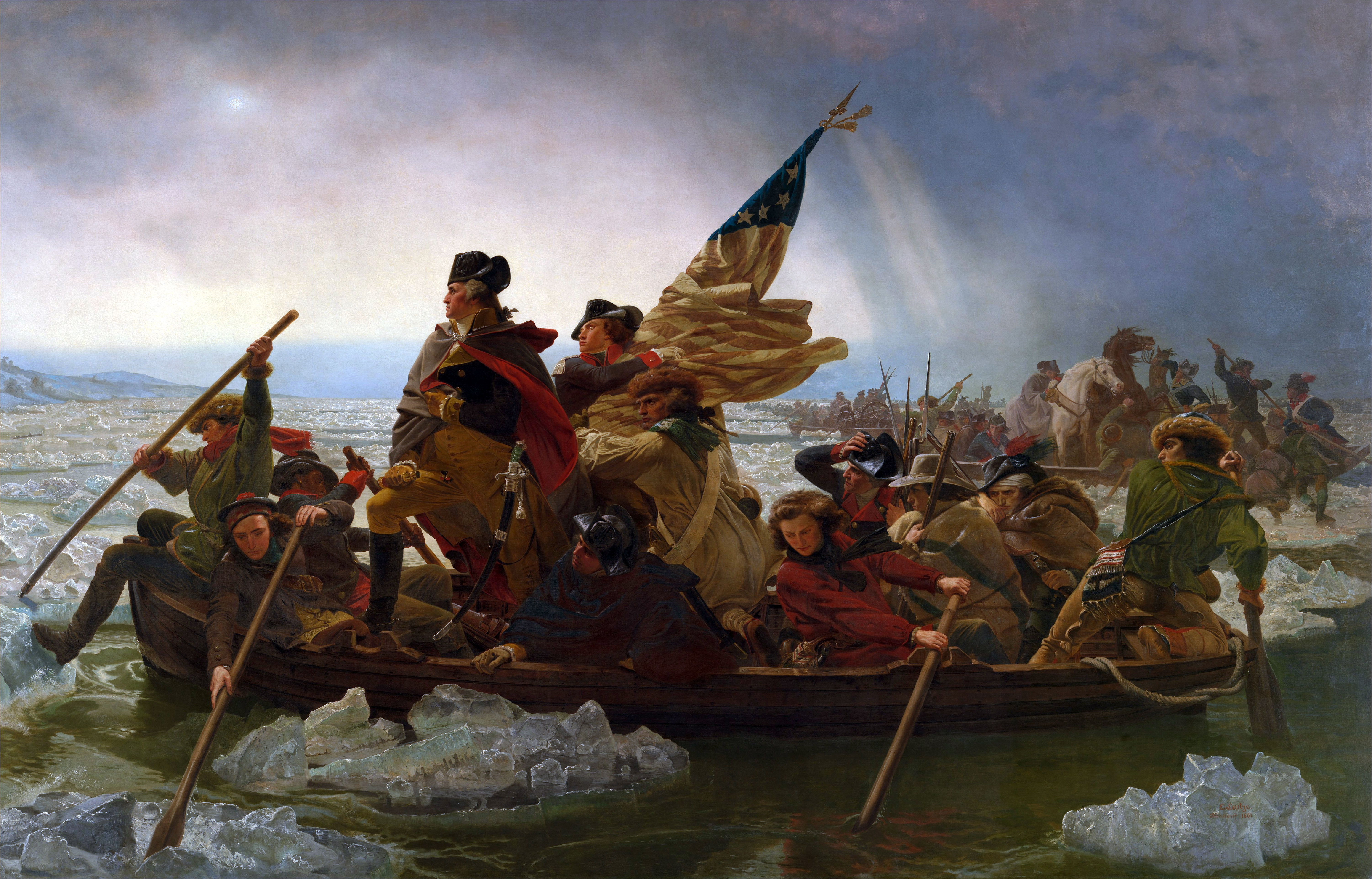
德國畫家伊曼紐·洛伊茨在1851年所繪的名作：《華盛頓橫渡特拉華河》。洛伊茨仔細描繪了船上的人物衣服與特徵，強調各人出身、背景及信念各異，卻為爭取自由而同坐一船，艱苦撥開冰塊，最終在特倫頓戰役俘虜接近900名黑森士兵，令到革命形勢逆轉。這幅浪漫主義畫作甫一展出，便大受歡迎，逐漸成為特倫頓戰役於當代的象徵物。

## 英軍陷入被動與糧草戰爭：1777年1月至3月
普林斯頓戰役結束後，何奧將英軍退回不倫瑞克一帶，而華盛頓則到摩利斯鎮過冬。雖然華盛頓沒有能力發動另一次戰役，但新澤西州的民兵卻受到特倫頓及普林斯頓的勝利鼓舞，愈來愈敢於攻擊英軍部隊。適逢1777年1月至3月是北美寒冬，牧草無法生長，何奧必須派軍到郊區搜集糧草食物，令到民兵有機可乘。
1777年1月至3月，新澤西民兵在大陸軍配合下，持續不斷地攻擊英軍搜掠部隊，令到英軍傷亡慘重。到春季來臨時，何奧再次要等待英國及黑森的援軍，方能發動新一輪攻擊。相對英軍的士氣低落，革命派的信心卻日益堅定。何奧的平叛戰略就此失敗。何奧在1月31日向殖民地大臣熱爾曼勳爵寫道：
|             | 我帶著無比憂慮向勳爵閣下匯報戰況：特倫頓那場不幸與不適時的戰敗，令到叛軍大受鼓舞，還使我們前功盡廢，實在讓人始料不及。我們現在唯一的勝算，就是迫使叛軍前來正面交鋒。然而叛軍士兵遠比我們迅速敏捷，要達成此目標恐怕困難重重。 It is with much concern, that I am to inform your Lordship, the unfortunate and untimely defeat at Trenton, has thrown us further back than was at first apprehended, from the great encouragement it has given to the rebels. I do not now see a prospect of terminating the war, but by a general action, and I am aware of the difficulties in our way to obtain it, as the enemy moves with so much more celerity than we possibly can. |
| ——威廉·何奧 | |

## 後續影響
英軍透過紐約及新澤西戰役，成功恢復曼哈頓島及長島一帶的殖民管治，直到獨立戰爭在1783年結束為止。至於新澤西州方面，英軍在1777年初只能控制不倫瑞克及安博伊一帶。1777年6月30日，何奧將新澤西駐軍全部撤回斯塔滕島，預備即將展開的費城戰役，新澤西州大致上回到美國手中。約翰·伯戈因在1777年夏季取代卡爾頓，並指揮軍隊沿尚普蘭湖南侵，是為薩拉托加戰役。紐約及新澤西州的武裝衝突一直持續至戰爭結束。
英軍在紐約及新澤西州損耗嚴重。當何奧在8月27日發動長島會戰時，他統計得北美英軍共有31,625人，當中有24,464人可以作戰。受到戰損、傷病及逃亡等因素影響，到1777年1月8日，何奧統計得北美英軍只剩下22,957人，當中僅有14,000人可以作戰。換言之，英軍在北美征戰超過半年，其可作戰部隊已經縮減超過四成，當中大部分更是英國、黑森及蘇格蘭的精銳士兵。由於英軍在北美沒有獲得大量民兵支持，何奧不能在北美補充兵源，只能要求倫敦當局增派援軍。他在1月31日向熱爾曼勳爵寫信，要求額外20,000名士兵，令到朝野震撼。由於英國招募士兵困難，兼且黑森僱傭兵非常昂貴，熱爾曼向何奧回覆，指他只能預計有7,800人增援。北美英軍再未能夠恢復1776年夏季的戰力，軍隊的絕對優勢自此一去不返。
至於美國方面，大陸軍同樣面對兵力不足問題，卻能夠於北美補充兵力。華盛頓的部隊在1777年初陸續因服役期滿而離去，又或者被派往家鄉招募士兵，到1月19日一度萎縮至800人，以及數千名地方民兵。雖然大陸議會及華盛頓已經開始招募三年服役期的士兵，而各地亦陸續有士兵遠道而來，但到1777年3月，華盛頓仍只有2,500名士兵駐守摩利斯鎮，使華盛頓要繼續依賴紀律不嚴的民兵。5月中旬，華盛頓在摩利斯鎮統計得有8,188人，當中大部分是民兵。
最後，美國也憑著新澤西戰役的勝利，說服法國提供更多援助。西勒·迪恩在1776年初已經出使法國，而班傑明·富蘭克林則在12月隨後而至。法國政府先派博馬舍代理軍火，以一間私人公司的名義，運送大量武器物資到美國；而路易十六也私下向美國借貸一百萬法鎊（相當於二十萬英鎊）。1777年3月至4月，三艘法國商船先後抵達北美，向大陸軍提供了最少23,000挺火槍及刺刀、多門火炮與及大量衣服。英國駐法大使曼斯菲子爵曾多次向法國外交大臣夏爾·格拉維耶抗議，但沒有效果。曼斯菲子爵更指法國宮廷受到新澤西的戰事鼓舞，而在對英立場日趨強硬。